# Ivan Sjisjmanovo
Ivan Sjisjmanovo (Bulgaars: Иван Шишманово, Turks: Yeni Balabanlar) is een dorp in het noordoosten van Bulgarije in de gemeente Zavet in de oblast Razgrad. Het dorp is in aan het einde van de achttiende eeuw gesticht en heette toen Karapantsja. De huidige naam van het dorp is vernoemd naar de beroemde literaire historicus, folklorist en humanistische wetenschapper Ivan Sjisjmanov.

## Bevolking
Het dorp heeft te kampen met een intensieve bevolkingskrimp. Het inwonersaantal daalde van een maximum van 986 personen in 1956 tot een minimum van 303 personen in 2019.
|  |

Van de 379 inwoners reageerden er 342 op de optionele volkstelling van februari 2011. Bijna alle inwoners in het dorp zijn etnische Turken (96,5%). De volkstelling van 2011 telde 7 etnische Bulgaren (2%) en geen enkele Rom. De meeste inwoners zijn islamitisch, met een kleine christelijke minderheid.
Brestovene · Ivan Sjisjmanovo · Ostrovo · Prelez · Soesjevo · Veselets · Zavet